# Nadjib Maâziz
Nadjib Maâziz (Béni Messous, 4 mei 1989) is een Algerijns voetballer die bij voorkeur als verdediger speelt. Hij verruilde in juli 2013 USM Bel-Abbès voor Olympique de Médéa. Maâziz speelde van 2007 tot en met 2008 vijf keer voor Algerije -20.